# Свердлово
Свердло́во (рос. Свердлово) — селище у складі Тоцького району Оренбурзької області, Росія.

## Населення
Населення — 400 осіб (2010; 518 у 2002).
Національний склад (станом на 2002 рік):
- росіяни — 71 %